# Cayenneskrika
Cayenneskrika (Cyanocorax cayanus) är en fågel i familjen kråkfåglar inom ordningen tättingar.

## Utseende och läte
Cayenneskrikan är en stor skrika med svartvit fjäderdräkt. Bland lätena hörs olika visslingar och stönande ljud.

## Utbredning och systematik
Fågeln förekommer från sydöstra Venezuela (Bolívar) till Guyana och nordöstra Brasilien. Den behandlas som monotypisk, det vill säga att den inte delas in i några underarter.

## Levnadssätt
Cayenneskrikan hittas i fuktiga skogar och skogsbryn, även savann och skogar i förberg bland tepuier. Den rör sig genom skogen i ljudliga grupper, men kan vara svår att få syn på. Ibland slår den följe med födosökande flockar innehållande kasiker och oropendoler, på jakt efter blommor och frukt.

## Status
Arten har ett stort utbredningsområde och beståndet anses stabilt. Internationella naturvårdsunionen IUCN listar den därför som livskraftig (LC).